# Hyoscyamus albus

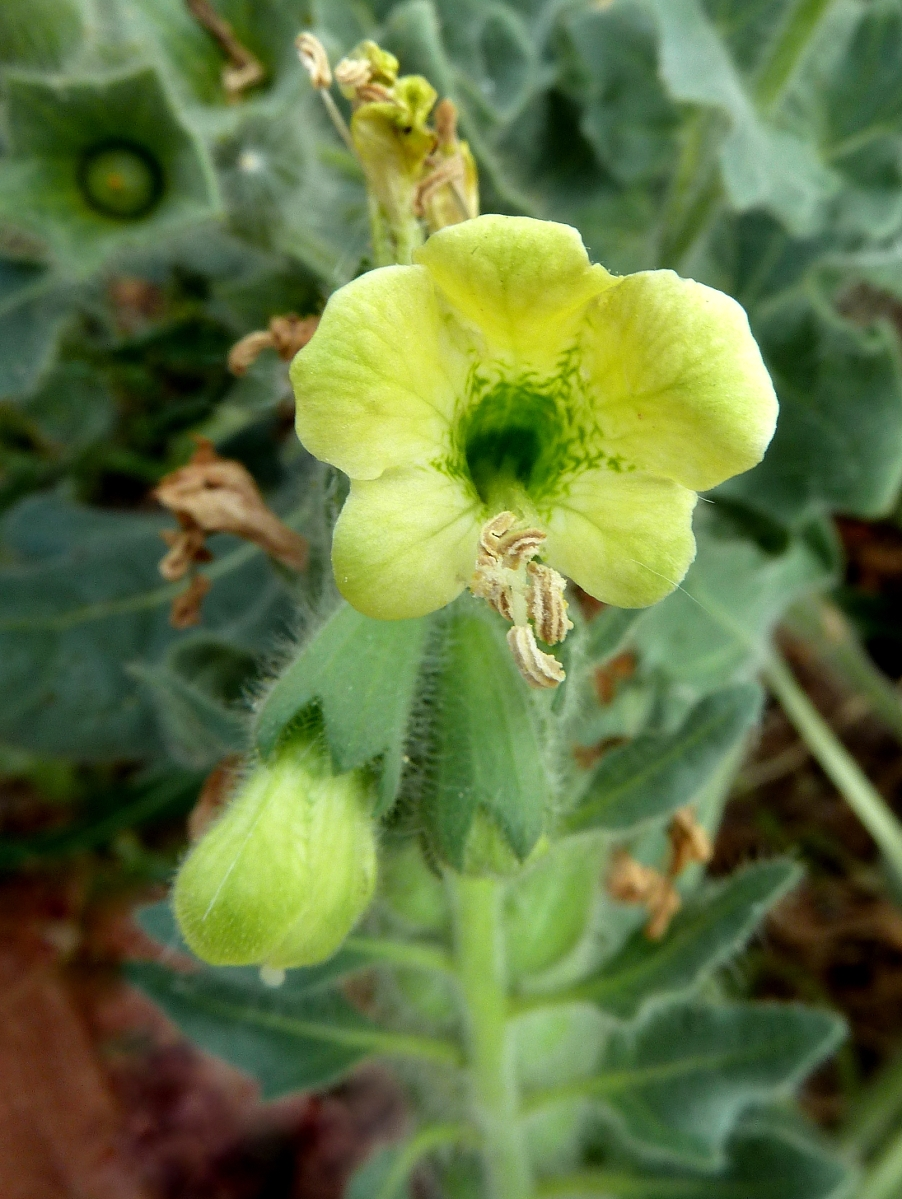
Flor y botones.

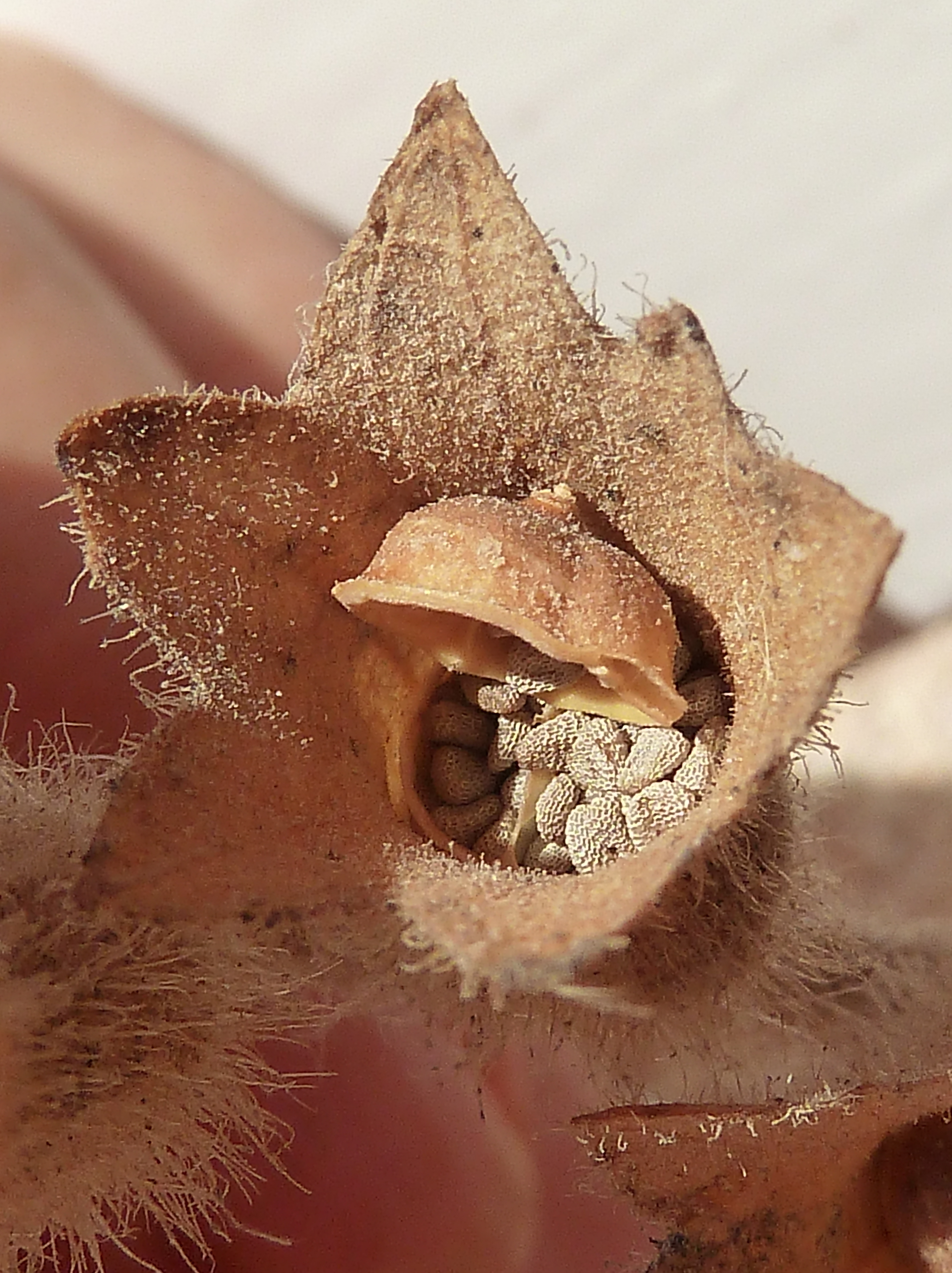
Pixidio con semillas, in situ en el cáliz.

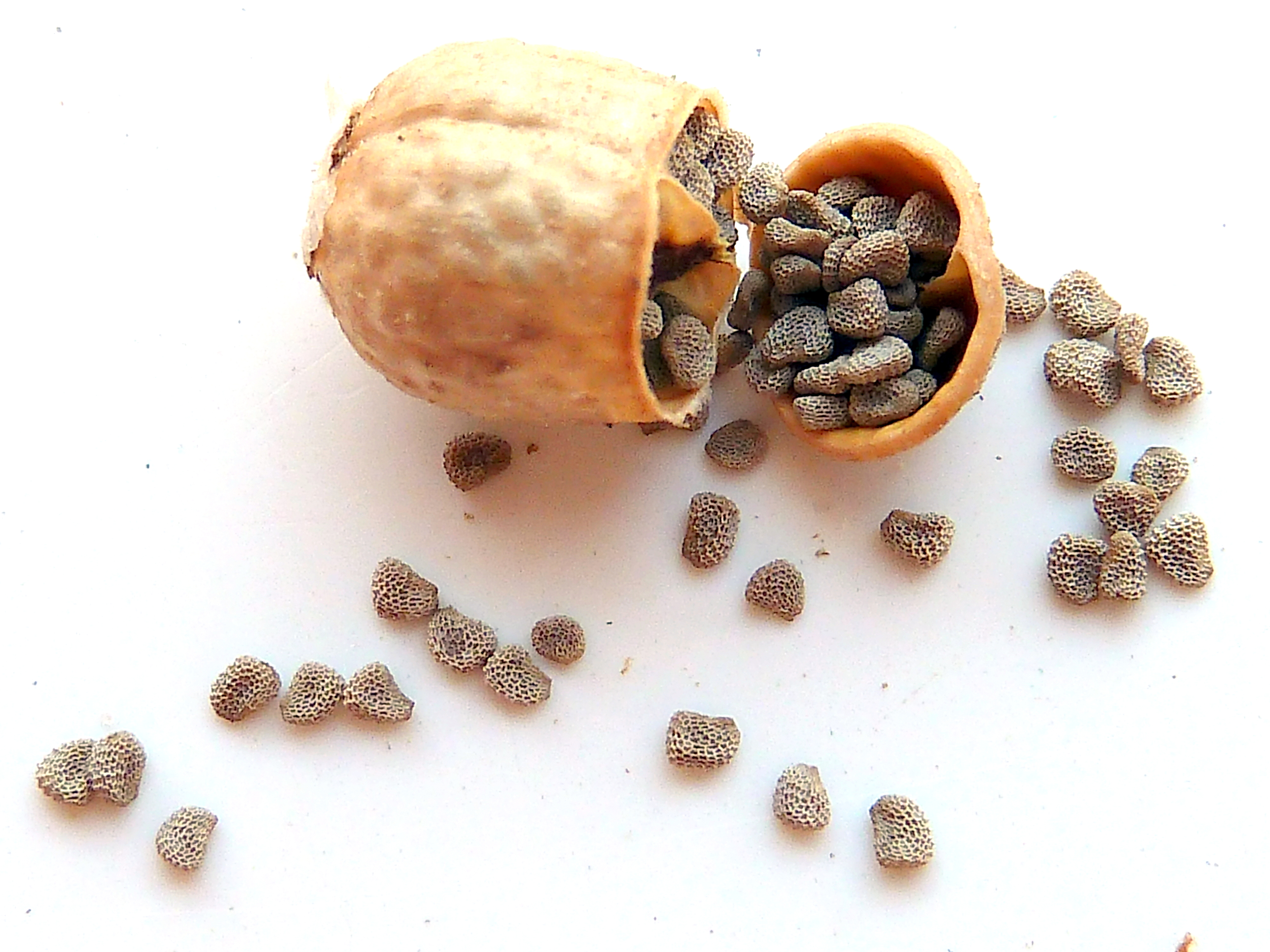
Pixidio y semillas.

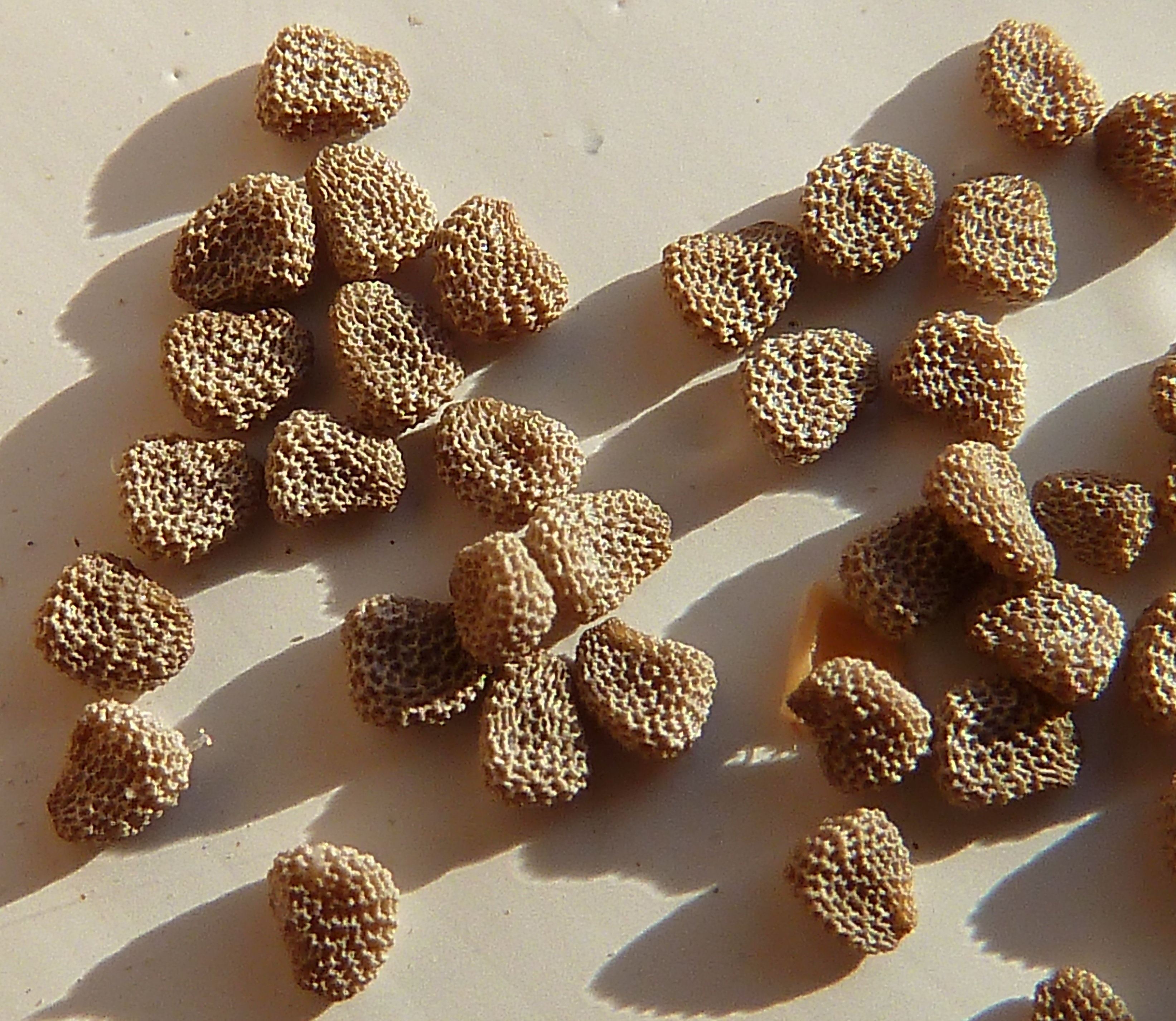
Semillas sueltas: detalle.

Hyoscyamus albus, el beleño blanco —entre otros muchos nombres vernáculos—, es una especie de planta herbácea del género Hyoscyamus en la familia Solanaceae. Como todas las especies del género Hyoscyamus, es una planta venenosa que, aunque tenga ciertos usos farmacéutico/medicinales benéficos, debe manejarse con suma precaución, ya que, entre otros aspectos, la cantidad de principios activos peligrosos para una especie o, incluso, un individuo en particular puede variar de manera importante e imprevisible según las condiciones edáficas y climáticas del lugar de recolección.

## Descripción
Tiene las mismas características y propiedades que el beleño negro. Se diferencia sobre todo en sus flores que son amarillo pálido, pero los frutos son prácticamente similares: o sea, un pixidio de dos lóculos separados por un tabique vertical y que contiene numerosas semillas, milimétricas, de contorno tri-cuadrangular, aplanadas, de color marrón y cubiertas de hoyitos de forma irregular.

## Distribución y características
Es una planta nativa desde Macaronesia y la Cuenca mediterránea hasta Asia occidental. Introducida en Estados Unidos y Canadá. Crece en bordes de caminos, pedregales, roquedos, paredes, muros —incluso en ambiente urbano— y escombreras, en substratos nitrificados desde el nivel del mar hasta unos 1300 m de altitud. Florece y fructifica todo el año.

## Composición, propiedades y usos
- Es una planta venenosa que tiene muchos alcaloides como principio activo, principalmente hiosciamina
- A dosis elevadas se convierte en narcótico
- Es usado en homeopatía como calmante
- En los pueblos primitivos se utilizaba como afrodisíaco, siendo el principal componente de los "filtros de amor"
- Utilizado bajo control médico para tratar los "delírium tremens", epilepsia, insomnio, terrores, bronquitis asmática, etc.[7][8][9][10]

## Taxonomía
Hyoscyamus albus fue descrita por Linneo y publicado en Species Plantarum, vol. 1, p. 180, en el año 1753.
Etimología
- Hyoscyamus: del latín hýoscýǎmus, -i, prestado del griego ύοσχύαμoς, evocado en Plinio el Viejo en su Naturalis Historia (25, XVII) y ya empleado por los Griegos para nombrar diversas especies del género. El vocablo está construido por las palabras griegas ύοσ, cerdo, jabalí, y χύαμoς, haba, o sea 'Haba de cerdo'[12][1][13] y se trataría de una alusión a un episodio de la Odisea en el cual, simplificándolo, Circe, la maga, transforma los compañeros de Ulises en gorrinos haciéndoles beber una poción a base de beleño; Ulises se salva, pues estaba inmunizado por el moly que Hermes le entregó a tiempo, pero sus acompañantes fueron presa de alucinación teriomórfica, provocada por la ingesta de la bebida, alucinación donde se metaforizan, no solo físicamente en cerditos, pero también adoptan sus comportamientos y «Circe les echó de comer bellotas, fabucos y el fruto del cornejo, todo lo que comen los cerdos que se acuestan en el suelo».[14]
- albus: prestado del latín albus, -a, -um, blanco, aludiendo al color de la corola.

Sinonimia
- Hyoscyamus canariensis Ker Gawl.
- Hyoscyamus clusii G.Don
- Hyoscyamus luridus Salisb.
- Hyoscyamus major Mill.
- Hyoscyamus minor Mill.
- Hyoscyamus saguntinus Pau
- Hyoscyamus varians Vis.[15]

## Citología
Número básico de cromosomas: x = 17.

## Nombres comunes
- Castellano: abeleño (2), adormidera, adormidera de zorra (6), aveniños, baleño, belezño, beleño (24), beleño blanco (25), beleño dorado (4), beneno, benignos, beninos (2), beniñas, beniños (3), bilinyo, bininos (2), binyno, biñiños (2), cachirulos, cañaguerras, colecillas locas (6), colmenillas, dormidera (2), flor de la muerte (7), hierba loca (3), meleño (2), niños (2), tabaco, tabaco borde (2), veleño (4), veleño blanco (2), veleño blanquillo, veleño de Creta mayor, veninio, vizleño, viznino, yerba lloca, yerba loca. Las cifras entre paréntesis reflejan la frecuencia del uso del vocablo en España.[18]